# Наран (город)
Наран (урду ناران‎) — город на севере Пакистана.

## Общие сведения
Расположен в живописной долине Верхний Каган в провинции Хайбер-Пахтунхва в 119 км от города Мансехра. Находится на высоте 2500 метров над уровнем моря. Наран ― один из самых популярных туристических центров Пакистана. Ежегодно сюда прибывают тысячи путешественников из разных стран. Через город протекает река Кунхар.

## Туризм
Город привлекает туристов в основном уникальными ландшафтами и разнообразными природными объектами, расположенными в окрестностях.
В Наране более 100 отелей. Есть и роскошные гостиницы, и недорогие мотели. Для любителей бюджетного отдыха предусмотрены места, где можно разбить палатку.

## Климат
В Наране в целом мягкий климат альпийского типа. Зимой температуры опускаются ниже нуля, а летом редко случается сильная жара. Регион отличается обильными осадками. В летние месяцы часто выпадает значительное количество осадков в виде дождя, а зимой нередки сильные снегопады. Средняя годовая температура в Наране — 10,1° C. 

## Главные достопримечательности

### Озеро Саифуль-Мулук
Примерно в девяти километрах от Нарана находится высокогорное озеро Сайфуль-Мулук (на высоте более трёх километров над уровнем моря). До него можно добраться либо по грунтовой дороге, либо специальными пешеходных маршрутами различной степени сложности.

### Озеро Ансу
Ансу — это ещё одно высокогорное озеро сравнительно недалеко от Нарана. По грунтовой дороге до него около 11 км. Приходится преодолевать сложные перевалы высотой около 4 километров над уровнем моря. В зимние месяцы озеро практически доступно.

### Лалазар
Высокогорное плато Лалазар в прежние времена славилось лугами с полевыми цветами и сосновыми лесами. В последние десятилетия значительная часть плато оказалась распахана под картофельные поля. Но здесь ещё остались уголки первозданной природы. Отсюда открываются прекрасные виды на горные пики. До Лалазара от Нарана можно добраться по грунтовой дороге.

## Галерея

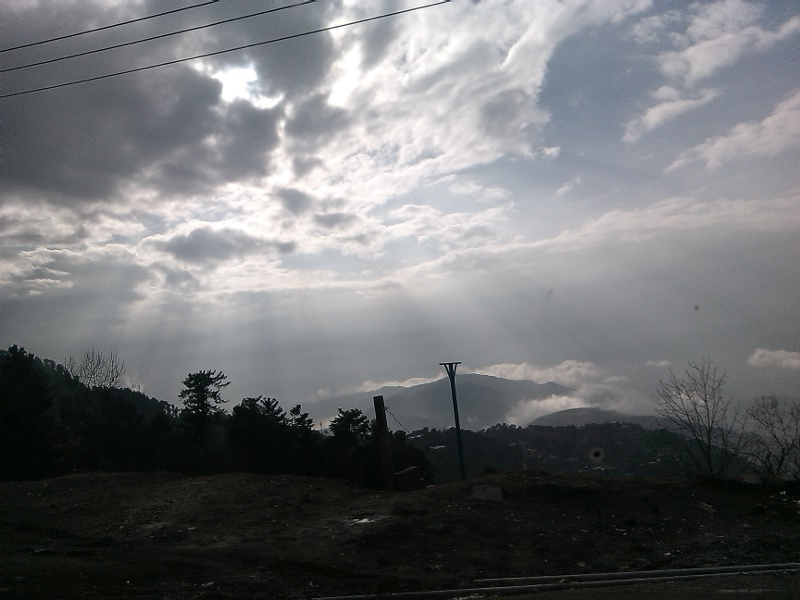
Вид на Гималайские горы
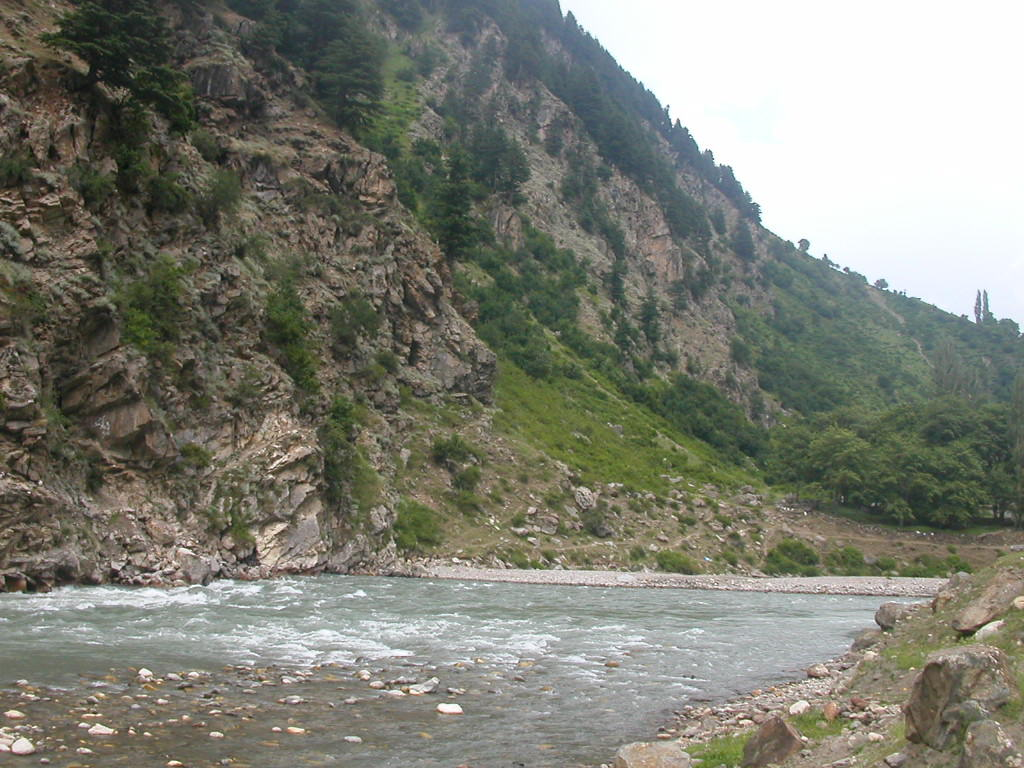
Река Кунхар, протекающая через Наран
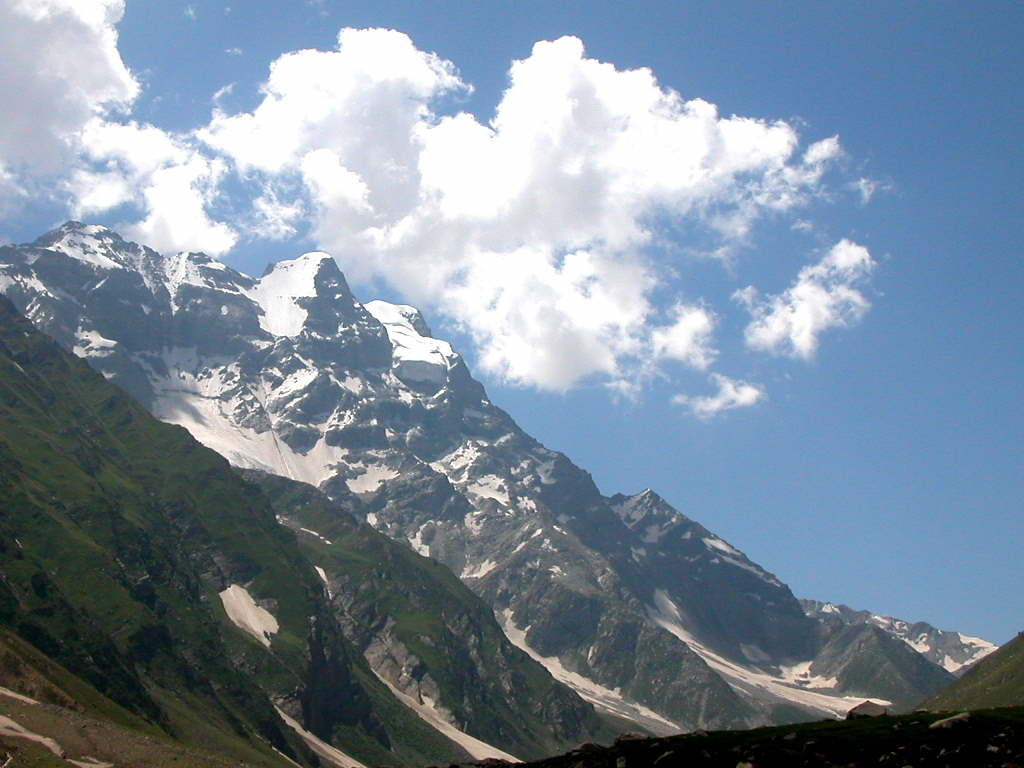
Пик Малка-Пербат
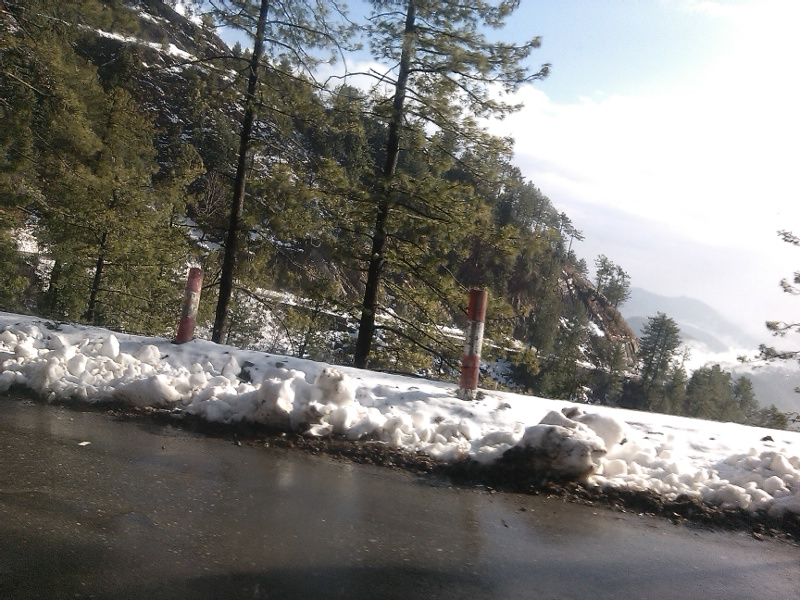
Озеро Ансу
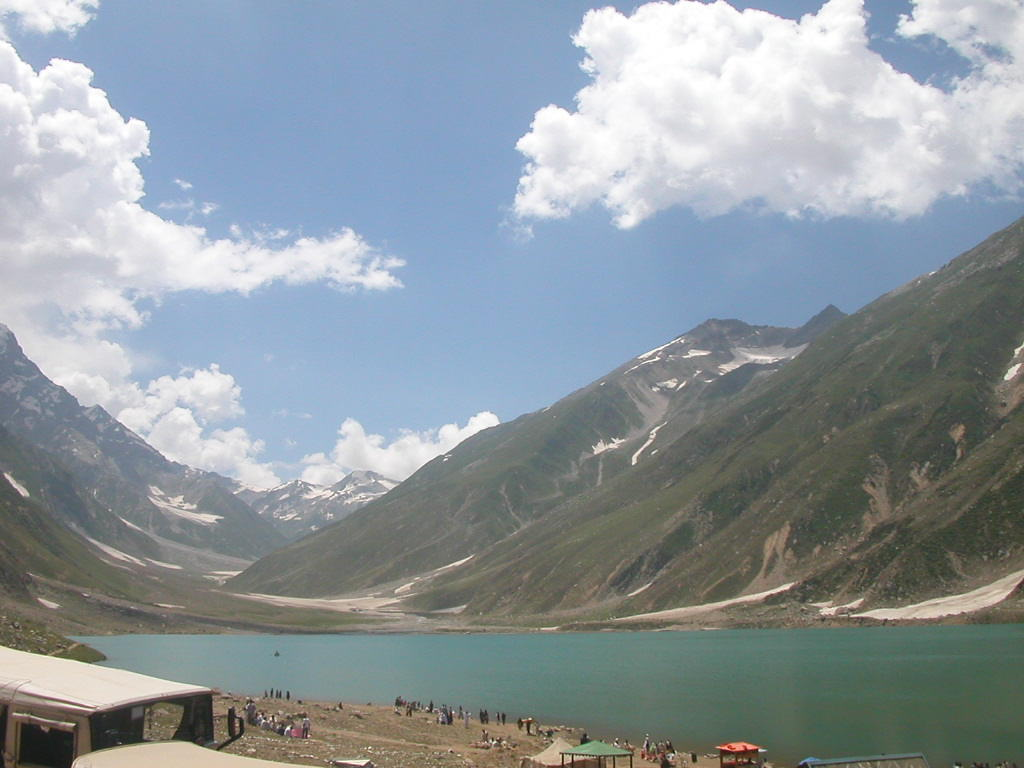
Озеро Саиф-уль-Малук
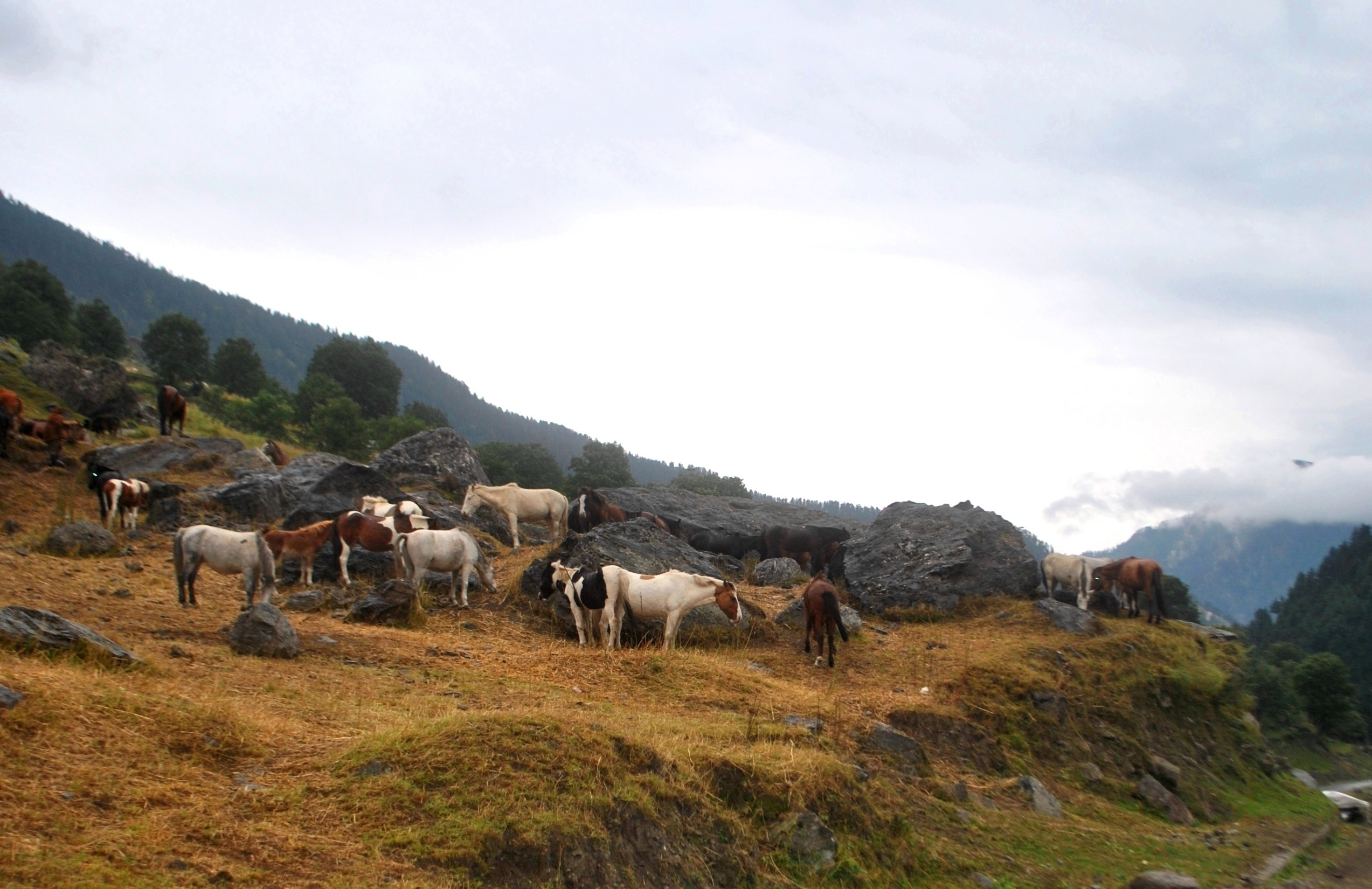
Пасущиеся лошади рядом с Нараном